# 마쓰모토 사린 사건
마쓰모토 사린 사건(일본어: 松本サリン事件 마쓰모토사린지켄[*])은 1994년 6월 27일과 28일 양일간 일본 나가노현 마쓰모토시에서 옴진리교 신도들이 벌인 테러 사건이다. 이 사건으로 8명이 사망하였고, 200명 이상이 사린 가스로 인해 부상을 당하였다. 9개월 후인 1995년 3월 20일 옴진리교는 도쿄 지하철 사린 사건을 일으켰다.

## 전개
최초의 신고는 6월 27일 오후 11시에 접수됐으며, 이튿날인 28일까지 6명이 중독으로 사망하였다. 7월 3일 당국은 가스 크로마토그래피-질량 분석방법을 사용해 이 독극물이 사린 가스라고 발표하였다.
사건 직후 경찰은 옴진리교가 사건과 관련이 있다는 익명의 제보를 받았으나, 관련성이 드러나진 않았다. 제보 내용의 일부는 다음과 같다. "마쓰모토 사건은 명확히 하나의 실험이다. 열린 공간에서의 실험결과 7명이 사망하였고 200명 이상이 부상당하였다. 만약 사린 가스가 밀폐된 공간, 이를테면 혼잡한 지하철과 같은 곳에서 살포된다면, 엄청난 재앙이 닥칠 것임을 짐작하긴 어렵지 않다."
사건 이후 경찰은 중독으로 혼수상태에 빠진 한 피해자의 남편인 코노 요시유키에 수사를 집중하였다. 코노의 집에서 대량의 농약이 발견되었다. 농약으로 사린 가스를 만들어낼 수는 없으나, 일부 언론에서는 코노를 '독가스 맨'으로 부르기 시작하였다. 이후 코노는 살인 협박, 욕설 메일과 강력한 법적인 압박을 받게 되었다. 결국 코노는 무죄로 드러났고, 일본의 주요 신문사들은 그에게 사죄하였다. 코노의 부인은 2008년 혼수상태에서 깨어나지 못하고 세상을 떠났다.
사건의 진상은 1995년 도쿄 지하철 사린 사건 이후 밝혀졌다. 몇몇 옴진리교 신도들이 두 가지 사건에 모두 연루된 것이다. 두 사건으로 모두 21명이 사망하였고, 수천명의 사람이 병원에서 치료를 받았다.
애초 마쓰모토 사건이 일어난 원인도 밝혀졌다. 마쓰모토 시의 지주들은 옴진리교를 사기 혐의로 고발하였고, 옴진리교에서는 판사들을 살해해 판결을 막으려 했던 것이다. 또한 옴진리교는 마쓰모토 사건에서 향후 도쿄 지하철 테러에 쓰일 사린 가스의 성능을 시험하였다.

## 같이 보기
- 옴진리교